# 小川友三
小川 友三（おがわ ともぞう、1904年〈明治37年〉4月29日 - 1968年〈昭和43年〉3月16日）は、日本の実業家、政治家。元参議院議員(1期)。

## 経歴
埼玉県出身。1921年（大正10年）に明治薬学専門学校（現・明治薬科大学）を卒業して薬剤師免許を取得し、薬局や製薬会社を開業。古物商・農業などを手がける一方で東京市議選や府議選にも出馬し、昭和会から衆議院議員への立候補を目論んだ。1938年（昭和13年）には中華民国への移住絡みの詐欺事件で逮捕されている。
戦後は国民協同党に入党。同党公認で1947年（昭和22年）4月5日の埼玉県知事選挙に出馬するものの、直後に離党して自ら親米右翼の『親米博愛勤労党』を結成。同年4月20日の第1回参議院議員通常選挙に親米博愛勤労党公認で全国区から立候補した。県知事選では3位落選に終わったが、参院選では地元の埼玉県での大量得票により定数100の中で79位に着け、3年任期議員として当選を果たす。
当初は院内会派の緑風会に所属していたが、9月には脱会して無所属扱いとされ、日常生活問題に関した大量の質問主意書を内閣に提出して話題をさらった。その一方で議員会館を自らが経営する製薬会社の商談や宣伝に使用したり、議員資格を使って統制下に置かれていた砂糖の横領や不正取得に関わるなど、その議員活動には批判も多かった。
親米博愛勤労党は、余勢を駆って1948年（昭和23年）8月の群馬県知事選挙に親族の小川八千代を立候補させたのを手始めに、同年12月の第24回衆議院議員総選挙には、旧埼玉4区（高橋是孝、会社重役）、旧神奈川2区（中村聖子、母子寮長）、山梨県全県区（藤本直、著述業）、旧長野1区（渡辺万作、弁護士）、 旧岐阜2区（上島秀象、会社社長）、鳥取県全県区（後藤礼子、宿泊所経営）から候補を擁立したが、全員が下位落選した。
1950年（昭和25年）4月3日、参議院本会議の予算案審議において小川は議長から許可を得て反対討論に立ったものの、冗漫で意味不明な発言内容を野次られた挙句、時間まで賛否を表明しないまま降壇し、議長に賛否を明らかにするよう要求され登壇してからようやく反対であることを表明した上、実際の採決では賛成票を投じた。この背信的日和見行為に対して国会内外で批判が高まり、任期満了まで1か月を残す4月7日に、参議院本会議において賛成118票、反対10票をもって議員を除名された。これは参議院の歴史上、初めての除名であった。また戦後の国会でも小川と川上貫一（日本共産党所属衆議院議員・大阪2区）とガーシー（政治家女子48党所属参議院議員・比例区）の3例しかない。
除名から約2か月後の第2回参議院議員通常選挙に全国区から再出馬するが、当選ラインに遠く及ばず落選。その後も衆院選・参院選・埼玉県議選（北埼玉郡選挙区）に挑み続け、特に1955年（昭和30年）の第27回衆議院議員総選挙では、当時フランスで勃興していたピエール・プジャード率いる右翼・反税ポピュリズム運動の影響を受け『日本プジャード党』を名乗ったが、55年体制の中に埋没し返り咲くことは無かった。

## エピソード
小川は、議員記章の虚偽の紛失届を出しては新たなバッヂを入手し、それらを取り巻きにつけさせていた。こういった日頃の品行の問題が他の議員の顰蹙を買い、除名の遠因となったとされる。